# Сейдза

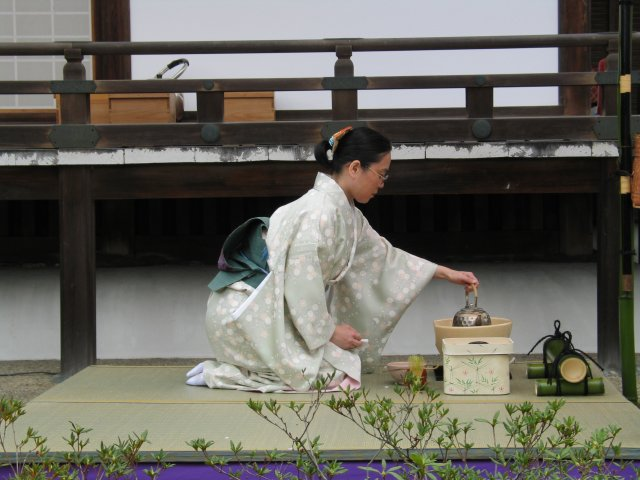
Японська жінка сидить у позі сейдза під час чайної церемонії

Сейдза (яп. 正坐) — традиційний спосіб сидіння на колінах, спираючись сідницями на п'яти.

## Етимологія
Японське слово 正坐 (читається як せいざ) є фонетичним перекладом китайського слова 正坐zhèngzuò (піньінь). Термін складається з двох кандзі: 正, що означає правильний, і 坐, що означає сидіти. Другий кандзі іноді замінюють на 座 з тим же значенням.

## Опис
Щоб сидіти в стилі сейдза, спершу стають на коліна на підлозі, спираючись сідницями на п'яти, а верхівки стоп на підлогу. Руки зазвичай скромно складені на колінах, а спина залишається прямою.
Сейдза зазвичай робиться на підлозі татамі (мата з плетеної соломи), але багато людей сидять у стилі сейдза на килимах або навіть на паркетній підлозі. Залежно від формальності події, моменту, відносного статусу людини, іноді прийнятно сидіти на спеціальній подушці, що називається дзабутон (яп. 座布団).
Сидіти зі схрещеними ногами вважається неформальним і недоречним у певних випадках, але іноді це дозволено, особливо для тих, кому так сидіти важко, наприклад, літнім людям. Іноді надаються стільці для літніх або хворих людей, хоча очікується, що інші будуть сидіти в стилі сейдза.
Сидіння сейдза є невід'ємною і необхідною частиною багатьох традиційних японських мистецтв, таких як чайна церемонія, медитація (дзадзен) і деякі бойові мистецтва. Сейдза також є традиційним способом сидіти, займаючись іншими видами мистецтва, такими як сьодо (каліграфія) та ікебана, хоча з появою меблів у західному стилі це не завжди є необхідним.